# My105
my105 ist ein Schweizer Jugendradio. Es sendet seit 1998 im Kabelnetz der ganzen Deutschschweiz, gegründet wurde es unter dem Namen Radio 105 von Giuseppe Scaglione. Seit 2018 ist das Programm auch auf Französisch und Italienisch zu empfangen.

## Geschichte
Der Sender Radio 105 wurde bis 2014 unter der Leitung von Giuseppe Scaglione von der Music First Network AG betrieben und gilt als erstes sprachregionales Jugendradio der Schweiz. Seit dem 9. September 2009 war Radio 105 zusätzlich in der Region Zürich über UKW empfangbar und wurde wochentags fast durchgehend moderiert. Bis zu diesem Datum war der Sender in Muttenz beheimatet. Durch die UKW-Konzession für das Versorgungsgebiet 25 (Stadt Zürich) hat der Sender vom Bundesamt für Kommunikation einen expliziten Leistungsauftrag für die Stadt Zürich erhalten. Im Jahr 2009 fand der Umzug der Studioräumlichkeiten von Muttenz nach Zürich Oerlikon statt. Rund 10 Jahre lang kämpfte Radio 105 mit allen legal zur Verfügung stehenden Mitteln für eine UKW-Frequenz – sogar mit Gerichtsverfahren gegen das UVEK/BAKOM und gegen Konkurrenten. Im Jahr 2008 erhielt die Music First Network AG zwei UKW-Konzessionen (eine für Radio 105 und eine für das Projekt RMC Züri), während Radio Energy Zürich leer ausging. Ohne UKW-Konzession hätte Energy den Betrieb innerhalb von 90 Tagen einstellen müssen. Die Music First Network AG verkaufte im Jahr 2009 die Konzession für das Projekt RMC Züri an den Ringier-Konzern, so dass Energy Zürich gerettet werden und weitersenden konnte. Im Gegenzug verpflichtete sich Energy, Radio 105 zu vermarkten und hierfür eine jährliche Garantiesumme zu bezahlen. Ein Jahr später geriet Radio 105 in finanzielle Schwierigkeiten.
Im Jahr 2010 erhielt Radio 105 die Zürcher Frequenz 93.0 zugesprochen. Zu diesem Zeitpunkt wurde auch der neue Slogan Today’s Best Music eingeführt. Radio 105 positionierte sich in der Folge noch stärker als junges, urbanes Radio. Radio 105 war äusserst erfolgreich und erreichte im Jahr 2012 täglich 124.000 Hörer. Deshalb erhielt Radio 105 drei Mal in Folge am Swiss Radio Day die Branchenauszeichnung Radio Of The Year. Radio 105 lancierte auch die Event-Reihe "105 DJ Night", wo an einem einzigen Abend zahlreiche Star-DJs auftraten.
Der Berner Box-Promoter und Ex-Werber (Contexta) Daniel Hartmann übernahm im Sommer 2013 als Investor, Hauptaktionär und VR-Präsident die Betreibergesellschaft von Radio 105 und wollte das Unternehmen stark ausbauen.

### Finanzielle Schwierigkeiten im Jahr 2014
Am 13. Januar 2014 informierte die Music First Network AG, welche für den Betrieb von Radio 105 verantwortlich war, dass der Konkursrichter über die Überschuldung der Firma informiert worden sei. Dieser für die Öffentlichkeit überraschende Schritt wurde nötig, weil sich der neue Investor Daniel Hartmann, der im Juli 2013 die Aktienmehrheit und das VR-Präsidium der Gesellschaft übernommen und sich zu deren Sanierung verpflichtet hatte, weitere Zahlungen verweigerte, obwohl diese vertraglich zugesichert waren. Zu diesem Zeitpunkt verfügte Radio 105 über rund 20 Mitarbeitende.
Nachdem Roger Schawinski die UKW-Konzession von Radio 105 übernommen und den Sender in Planet 105 umgetauft hatte, gingen die Hörerzahlen um 30–40 % zurück und mehrere Schlüsselmitarbeiter verliessen den Sender. Zeitweise hatte Planet 105 lediglich 70.000 Hörer.

### Scaglione lanciert Musik-App my105
Am 28. Mai 2015 lancierte Giuseppe Scaglione gemeinsam mit seiner Ehefrau Paola Libera unter dem Namen „my105“ eine interaktive Streaming-Plattform mit mehreren Spartenkanälen. Dabei konnte er sich die Rechte an der Originalmarke 105 sichern. Der Start wurde mit einer Lancierungsparty im Zürcher Club Alice Choo gefeiert, wo Persönlichkeiten aus der Schweizer Medien- und Werbeszene anwesend waren. Scagliones Projekt my105 hatte gemäss einer repräsentativen Studie bereits im ersten Jahr doppelt so viele Hörer wie Schawinskis Planet 105. Im Sommer 2019 baute my105 sein Streaming-Portal aus und holte verschiedene internationale DJs wie Robin Schulz, Bob Sinclar oder Martin Garrix an Bord. Ebenso wurde der Claim DJ Radio eingeführt. Inzwischen betreibt my105 mehr als 30 Musik- und DJ-Channels.
105 DJ Radio sendet seit November 2019 in 12 Städten der Deutschschweiz im Digris-Netz auch via DAB+, und zwar in Zürich, Basel, Bern, Luzern, Zug, Aarau, Olten, St. Gallen, Winterthur, Schaffhausen, Biel und Solothurn. Der Sender konzentriert sich mit dem Slogan „Today’s Best Music“ in erster Linie auf aktuelle und trendige Musik aus den Bereichen Hip-Hop, Deutschrap, Urban Latin, Reggaeton, Dance, House und Electro.

## Empfang
Seit November 2019 ist „my105“ mit dem Programm „105 DJ Radio“ in 8 Städten der Deutschschweiz auch via DAB+ empfangbar. Laut eigenen Angaben hatte der Sender im Juni 2019 rund 170.000 Hörer.